# Analizor automat
Analizoarele automate sunt, în laboratoarele medicale, aparate pentru măsurare de diverși parametri biochimici și fiziologici din probe/eșantioane biologice, folosindu-se pentru aceasta o minoră asistență umană. Se folosesc în laboratoare de analize medicale. Există și în alte domenii analizoare automate, construite potrivit necesităților acestora.